# Теорія можливостей
Теорія можливостей - математична теорія, яка має справу з певними видами невизначеності і є альтернативою теорії ймовірностей. Професор Лотфі Заде вперше запропонував теорію в 1978 як розширення його теорії нечітких множин та нечіткої логіки. Пізніше до розвитку теорії доклались Дідьє Дубої та Г. Праде. Раніше в 50-х, економіст Дж. Л. С. Шакле запропонував для опису ступенів потенційного здивування алгебру min/max.

## Формалізація можливості
Для простоти, припустимо, що універсум Ω - скінченна множина і всі підмножини вимірні. Розподіл можливості - це функція {\displaystyle \operatorname {pos} :\Omega \to [0,\ 1]} така, що:
Аксіома 1: {\displaystyle \operatorname {pos} (\varnothing )=0}
Аксіома 2: {\displaystyle \operatorname {pos} (\Omega )=1}
Аксіома 3: {\displaystyle \operatorname {pos} (U\cup V)=\max \left(\operatorname {pos} (U),\operatorname {pos} (V)\right)} для будь-яких неперетинних множин {\displaystyle U} та {\displaystyle V}.
Як і в ймовірності, міра можливості на скінченній множині визначається її поведінкою на сінґлетонах:
{\displaystyle \operatorname {pos} (U)=\max _{\omega \in U}\operatorname {pos} (\{\omega \})}
для скінченного чи зліченного U.
Аксіому 1 можна інтерпретувати, як припущення, що Ω є вичерпним описом майбутніх станів світу, бо означає що елементам поза Ω не присвоєна вага довіри.
Аксіома 2 може інтерпретуватись, як припущення, що доказ, за яким сконструювали {\displaystyle \operatorname {pos} }, вільний від суперечності. Технічно, він передбачає, що є хоча б один елемент в Ω з можливістю 1.
Аксіома 3 відповідає аксіомам аддитивності з теорії ймовірностей. Тим не менш, є важлива практична відмінність. Теорія можливостей обчислювально зручніша бо з аксіом 1—3 виходить, що:
{\displaystyle \operatorname {pos} (U\cup V)=\max \left(\operatorname {pos} (U),\operatorname {pos} (V)\right)} для будь-яких підмножин {\displaystyle U} та {\displaystyle V}.
Тому що можна визначити можливість об'єднання знаючи можливості кожної компоненти, можна сказати, що можливість композиційна по відношенню до оператора об'єднання. Тим не менш, вона не композиційна по відношенню до оператора перетину. Загалом:
{\displaystyle \operatorname {pos} (U\cap V)\leq \min \left(\operatorname {pos} (U),\operatorname {pos} (V)\right)}
Зауваження для математиків:
Коли Ω не скінченне Аксіома 3 може бути замінена на:
Для всіх індексних множин {\displaystyle I}, якщо підмножини {\displaystyle U_{i,\,i\in I}} є попарно неперетинні, {\displaystyle \operatorname {pos} \left(\cup _{i\in I}U_{i}\right)=\sup _{i\in I}\operatorname {pos} (U_{i})}

## Необхідність
Коли теорія ймовірностей використовує для опису імовірності трапляння події лише один коєфіцієнт, теорія можливостей використовує два поняття, можливість та необхідність події. Для кожної множини {\displaystyle U}, міра необхідності означується так:
{\displaystyle \operatorname {nec} (U)=1-\operatorname {pos} ({\overline {U}})}
Де, {\displaystyle {\overline {U}}} позначає доповнення до {\displaystyle U}, (елементи {\displaystyle \Omega } ,що не належать {\displaystyle U}). Легко показати, що:
{\displaystyle \operatorname {nec} (U)\leq \operatorname {pos} (U)} для будь-якого {\displaystyle U}
і що:
{\displaystyle \operatorname {nec} (U\cap V)=\min(\operatorname {nec} (U),\operatorname {nec} (V))}
Зауважте, що на відміну від теорії ймовірностей, можливість не самодвоїста. Тобто, для кожної події {\displaystyle U}, ми маємо тільки нерівність:
{\displaystyle \operatorname {pos} (U)+\operatorname {pos} ({\overline {U}})\geq 1}
Тим не менш зберігається таке правило двоїстості:
Для кожної події {\displaystyle U}, {\displaystyle \operatorname {pos} (U)=1}, або {\displaystyle \operatorname {nec} (U)=0}
Таким чином певне переконання про подію можна представити двома числами.

## Інтерпретація
Є чотири випадки, які можна інтерпретувати так:
{\displaystyle \operatorname {nec} (U)=1} означає що {\displaystyle U} - необхідна. {\displaystyle U} обов'язково відбудеться. З цього випливає що {\displaystyle \operatorname {pos} (U)=1}.
{\displaystyle \operatorname {pos} (U)=0} означає що {\displaystyle U} - неможлива. {\displaystyle U} ніколи не відбудеться. З цього випливає що {\displaystyle \operatorname {nec} (U)=0}.
{\displaystyle \operatorname {pos} (U)=1} означає що {\displaystyle U} - можлива. {\displaystyle U} може відбутись. {\displaystyle \operatorname {nec} (U)} може приймати довільні значення.
{\displaystyle \operatorname {nec} (U)=0} означає що {\displaystyle U} необов'язкова. {\displaystyle U} може не відбутись. {\displaystyle \operatorname {pos} (U)} необмеженою.
Перетин останніх двох випадків - {\displaystyle \operatorname {nec} (U)=0} та {\displaystyle \operatorname {pos} (U)=1} означає що ми не знаємо нічого про {\displaystyle U}. Через те що теорія можливостей дозволяє описувати подібні невизначеності, теорія можливостей має більше відношення до градацій багатозначної логіки, таких як інтуїціоністська логіка, ніж класична двозначна логіка.
Зауважте, що на відміну від ймовірності, нечітка логіка композиційна по відношенню як до об'єднання так і до перетину. Зв'язок з теорією нечітких множин можна пояснити таким класичним прикладом:
- Нечітка логіка: Коли пляшка наполовину повна, можна сказати, що рівень правдивості твердження "Пляшка повна" 0.5. Слово "повна" - нечіткий предикат, що описує кількість рідини в пляшці.

- Теорія ймовірностей: Існує пляшка, або повна, або зовсім порожня. Твердження "ймовірність що пляшка повна -  0.5" описує рівень довіри. Одним зі способів інтерпритувати це твердження: "Я готовий поставити на те що вона порожня, однаково як і на те що вона повна".

## Теорія можливостей як неточнатеорія ймовірностей
Існує широка формальна відповідність між теоріями можливостей та ймовірностей, де оператор додавання відповідає оператору максимуму.
Міру можливості можна розглядати як співзвучну мірі правдоподібності в теорії доведень Демпстера-Шафера. Оператори теорії можливостей можуть розглядатись як надзвичайно обережні оператори моделі переносимої довіри - сучасного варіанту теорії доказів. 
Можливість можна розглядати як верхню ймовірність: будь-який розподіл можливості визначає множину допустимих розподілів ймовірності
{\displaystyle \left\{\,p:\forall S\ p(S)\leq \operatorname {pos} (S)\,\right\}.}
Це дозволяє вивчати теорію можливостей використовуючи інструменти неточної ймовірності.

## Логіка необхідності
Називатимемо узагальненою можливістю будь-яку функцію що задовольняє аксіомам 1 та 3. Називатимемо узагальненою необхідністю двоїсту до узагальненої можливості. Узагальнені необхідності пов'язані з простою та цікавою нечіткою логікою, яку будемо називати логіка необхідності. У детуктивному апараті логіки необхідності логічні аксіоми є звичайними класичними тавтологіями. 

## Дивись також
- Теорія ймовірностей